# Assemblea legislativa (Costa Rica)
L’Assemblea legislativa (Asamblea Legislativa) è l'organo legislativo monocamerale della Costa Rica.

## Composizione
L'Assemblea è composta da 57 deputati, eletti tramite voto popolare in forma proporzionale dalle province, per un periodo di quattro anni. Allo stesso tempo sono elettori del presidente della Repubblica e in conformità con la Costituzione del 1949 non possono essere rieletti una seconda volta, come era invece permesso nella precedente Costituzione del 1871.

## Sede
L'attuale Assemblea si riunisce nell'Edificio Centrale localizzato nel centro di San José. La sua costruzione cominciò nel 1937 e in principio doveva essere la sede della Casa Presidenziale.
Molti dei materiali di costruzione furono importati dalla Germania e dalla Cecoslovacchia, ma con lo scoppiò della Seconda guerra mondiale il progetto si fermò. L'opera non riprese fino al 1957, e nel 1958 divenne la sede della nuova legislatura.

## Parlamento Centroamericano
Dal 1990 il Centro America ha un Parlamento Centroamericano, con rappresentanti di tutti i paesi della regione. La Costa Rica è l'unica nazione che non ha un rappresentante in questa camera.